# Guardinfante

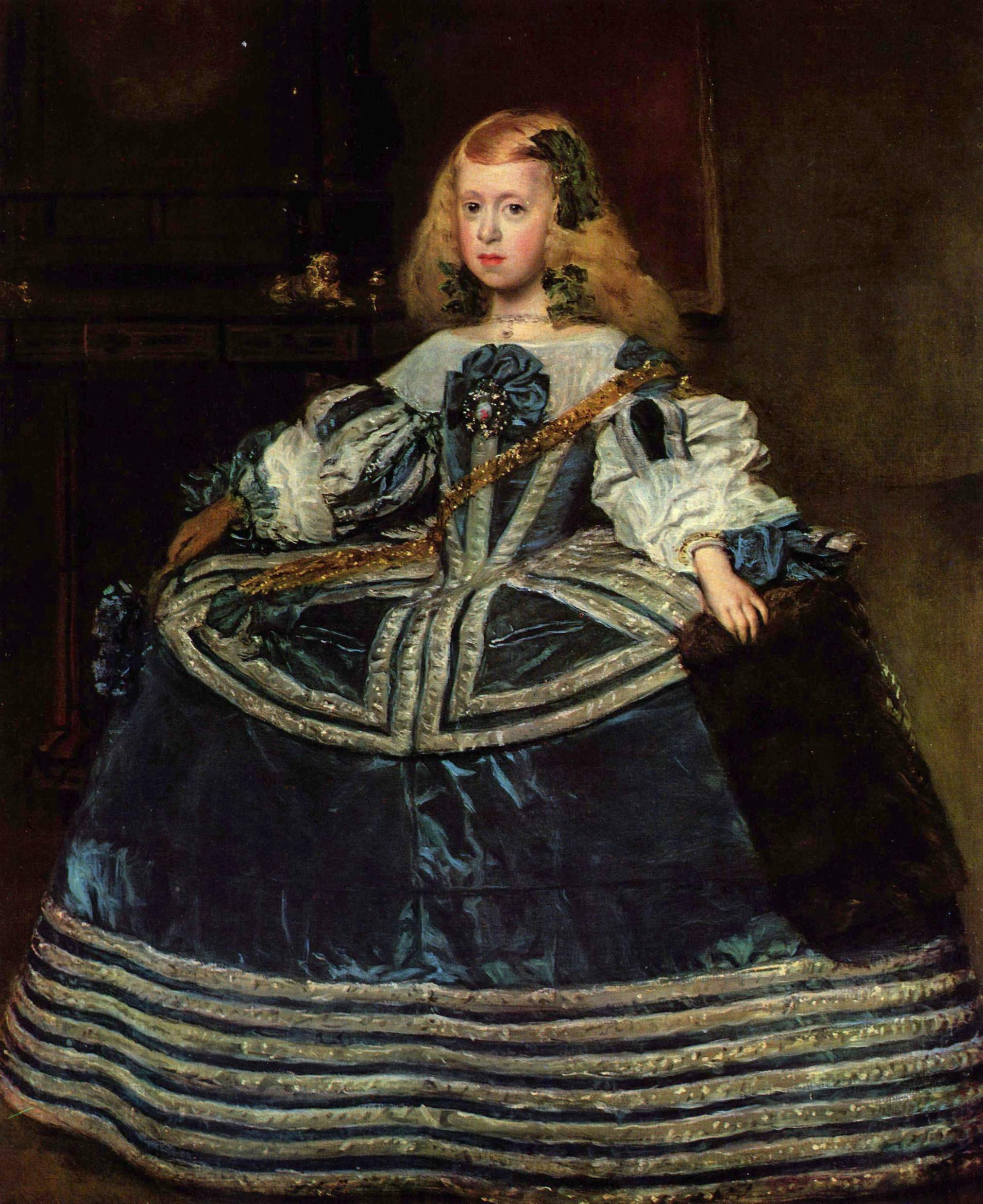
Ritratto dell'infanta Margherita in azzurro

Il guardinfante era una struttura che permetteva a una gonna di gonfiarsi. Il termine fa riferimento alla difesa che questa struttura rappresentava per l'addome delle donne incinte, facendo così la "guardia all'infante". 
Era costituita da cerchi di metallo di misura crescente o anche, per alleggerire il peso, da una struttura in vimini. 
Fu in uso in Europa dal XVI al XVIII secolo: quest'ultimo è il periodo in cui fu maggiormente usato, quando le gonne dovevano essere talmente ampie da poter mettere le mani ai fianchi. La sottostruttura nel Rococò era un po' diversa rispetto al guardinfante seicentesco e assunse il nome di panier (paniere, poiché ricordava i grandi cesti per il pane).
Maria Antonietta, Rose Bertin, Caterina, la moglie di Andrea Tron e molti altri personaggi storici, tra cui Maria Luisa di Borbone-Parma, contribuirono alla diffusione del guardinfante.